# Arasanz
Arasanz es un pueblo aragonés en el municipio de La Fueva, en la comarca del Sobrarbe de la provincia de Huesca. Actualmente se encuentra despoblado.
Arasanz se encuentra a 560 metros de altura en el valle del Cinca aunque dentro del término municipal de La Fueva, en la ribera del embalse de Mediano y por debajo de la sierra de Muro de Roda. Se  puede llegar por un rama de la pista que une Arro con Tierrantona, que nace de la Corona y pasa por la pardina de Montero. Se despobló en la década de 1970 como consecuencia colateral de la embalse de Mediano, que inaugurado en 1969, le arrebató tierras de cultivo pese a no inundar el casco urbano.
En el núcleo urbano hay casas nobles, entre las que destaca la Casa Morillo (siglo XVI), con una gran torre con almenas en un extremo del edificio y otra más pequeña de base circular en el extremo opuesto. También es destacable Casa Oliván, otra casa fortificada con el patio estructurado en una doble bóveda. La iglesia de Arasanz se encuentra parcialmente derribada y data del siglo XVII.

## Demografía
| Gráfica de evolución demográfica de Arasanz entre 1842 y 1860 |
| |
| Población de derecho según los censos de población del INE Población de hecho según los censos de población del INEEntre el censo de 1857 y el anterior, crece el término del municipio porque incorpora a Bisaurri, Gabás, San Feliú, San Martín, San Martín de Asted y Urmella Entre el censo de 1877 y el anterior, este municipio desaparece porque cambia de nombre y aparece como el municipio Bisaurri |

## Fiestas
- 29 de abril, fiesta menor en honor a San Pedro.[6]
- 11 de noviembre, fiesta mayor en honor a San Martín.[6]